# Pouvoir judiciaire en Somalie
Le pouvoir judiciaire de la Somalie est défini par la Constitution provisoire de la République fédérale de Somalie. Elle stipule que la structure judiciaire nationale doit être organisée en trois niveaux : la Cour constitutionnelle, les tribunaux au niveau du gouvernement fédéral et les tribunaux au niveau des États membres fédéraux. Une future Commission des services judiciaires composée de neuf membres est habilitée à nommer tout membre du pouvoir judiciaire au niveau fédéral. Elle sélectionne et présente également les juges potentiels de la Cour constitutionnelle à la Chambre du peuple du Parlement fédéral pour approbation. S'il est approuvé, le président nomme alors le candidat juge à la Cour constitutionnelle. La Cour constitutionnelle, composée de cinq membres, est également habilitée à statuer sur les questions relatives à la constitution, en plus de diverses questions fédérales et infranationales.
En 2014, dans l'attente de l'adoption d'une nouvelle législation, la structure judiciaire, les tribunaux et les lois datant d'avant la guerre civile sont en cours de réforme pour être applicables dans le nouveau système fédéral de la Somalie. En mai 2014, le Conseil des ministres approuve une nouvelle Commission de révision et de mise en œuvre de la Constitution (en). En outre, l'Association du barreau somalien recommande que plusieurs tribunaux fédéraux et régionaux soient créés pour traiter les affaires sur une base provinciale. À ce titre, de nouveaux tribunaux locaux sont mis en place dans les régions qui sont reprises par le gouvernement central. En juin 2014, le ministre de la Justice et des Affaires constitutionnelles Farah Sheikh Abdulkadir (en) annonce également que le Parlement fédéral a approuvé une nouvelle loi portant création de la Commission du service judiciaire (en). Dans le cadre d'un effort plus large de réforme du système judiciaire, le bureau du procureur général a également embauché six avocates supplémentaires en avril 2015. Elles font partie des 17 nouveaux avocats rattachés au bureau du ministère de la Justice.

## Autorité judiciaire
En vertu de l'article 105 de la constitution, les tribunaux disposent d'une autorité judiciaire. La structure judiciaire est, à son tour, réglementée par une loi parlementaire.

## Indépendance judiciaire
L'article 106 établit l'indépendance fonctionnelle du pouvoir judiciaire par rapport aux autres branches exécutives et législatives du gouvernement fédéral, sous réserve uniquement de la loi.
Un juge ne peut être légalement poursuivi dans le cadre d'une procédure civile ou pénale pour l'exercice d'une fonction judiciaire. L'autorisation de perquisitionner un juge ou son domicile doit également être obtenue au préalable auprès de la Commission de la magistrature.

## Procédure judiciaire
L'article 107 stipule que, bien que les procédures judiciaires soient normalement ouvertes au public, les tribunaux sont habilités à décider, dans des circonstances particulières, si les audiences doivent se dérouler à huis clos. Les situations qui peuvent le justifier comprennent les questions relatives à la sécurité nationale, aux mineurs, au viol, à l'éthique ou à la protection des témoins.
De plus, toutes les parties à une procédure doivent d'abord avoir la possibilité de présenter leur cause avant qu'une décision judiciaire puisse être rendue.
Les décisions judiciaires doivent également être accompagnées de motifs les expliquant.

## Tribunaux nationaux

### Structure
Conformément à l'article 108 de la Constitution, la structure judiciaire nationale est organisée en trois niveaux : la Cour constitutionnelle, suivie des tribunaux au niveau du gouvernement fédéral, puis des tribunaux au niveau des États membres fédéraux.
Au niveau du gouvernement fédéral, la plus haute juridiction est la Haute Cour fédérale. La Haute Cour des États membres fédéraux est, à son tour, la plus haute juridiction au niveau des États membres fédéraux.

### Juridiction
L'article 109 formalise les procédures des tribunaux nationaux. Il stipule que chaque fois qu'une affaire concernant le gouvernement fédéral est présentée devant un tribunal, celui-ci la transmet au tribunal de première instance du gouvernement fédéral.
La Cour constitutionnelle peut également être saisie d'affaires liées à la Constitution. Pour autant qu'il n'y ait pas de conflit avec les pouvoirs exclusifs de la Cour constitutionnelle tels que définis à l'article 109C, toute juridiction dotée de pouvoirs judiciaires a le pouvoir discrétionnaire de déterminer si une affaire dont elle est saisie peut être qualifiée de question constitutionnelle. La Cour constitutionnelle est également l'autorité ultime en ce qui concerne les questions constitutionnelles et elle est seule compétente pour les questions relatives à l'interprétation de la constitution qui n'ont pas fait l'objet d'un litige judiciaire. En outre, le gouvernement ainsi que tout individu ou groupe peut saisir la Cour constitutionnelle d'une demande de renvoi sur des sujets d'intérêt public.
Nonobstant les points de l'article 109 ci-dessus, le Parlement fédéral doit adopter une loi spécifiant comment les tribunaux de niveau du gouvernement fédéral doivent interagir sur le plan juridique avec les tribunaux des États membres fédéraux.

## Commission des services judiciaires
L'article 109A établit l'autorité d'une Commission du service judiciaire composée de neuf membres. En juin 2014, le Parlement fédéral approuve une nouvelle loi officialisant la commission.
La Commission des services judiciaires comprend :
- le juge en chef de la Cour constitutionnelle ;
- le juge en chef de la Haute Cour ;
- le procureur général
- deux membres du barreau somalien, nommés par la Somali Law Society pour un mandat de quatre ans ;
- le président de la Commission des droits de la personne;
- trois personnes issues de la société somalienne, immédiatement tenues en haute estime, proposées par le Cabinet, puis nommées par le Président pour un mandat de quatre ans, renouvelable une seule fois.

La Commission des services judiciaires élit son président parmi ses membres. Tous les membres ont un mandat de cinq ans et sont éligibles pour un mandat supplémentaire après la fin de leur mandat initial. Ils sont également soumis à un règlement disciplinaire édicté par la Commission du service judiciaire.
Conformément à la loi, la Commission du service judiciaire est habilitée à nommer, sanctionner et transférer tout membre du pouvoir judiciaire au niveau fédéral. Il peut également déterminer la rémunération, les pensions et autres questions liées au travail de la magistrature.

## Cour constitutionnelle

### Formation
L'article 109B établit l'autorité d'une Cour constitutionnelle composée de cinq juges, dont le juge en chef et le juge en chef adjoint.
La Commission du service judiciaire est mandatée pour sélectionner comme juges de la Cour constitutionnelle exclusivement des personnes qui possèdent les qualifications appropriées en matière de droit et de charia, qui connaissent les questions constitutionnelles et qui sont d'une haute moralité. Les candidats sont ensuite présentés à la Chambre du peuple du Parlement fédéral pour approbation. En cas d'approbation, le Président nomme le candidat juge à la Cour constitutionnelle. Le juge en chef et le juge en chef adjoint sont ensuite choisis par les juges de la Cour constitutionnelle parmi leurs membres.

### Pouvoirs
Selon l'article 109C, à la demande des membres du Cabinet, des comités des chambres haute et basse du Parlement fédéral, ou de dix membres de l'une ou l'autre chambre du corps législatif fédéral, la Cour constitutionnelle est habilitée à examiner les projets de loi et à déterminer leur constitutionnalité. Elle peut également entendre et statuer sur des affaires contestant la compatibilité d'une loi adoptée par le Parlement fédéral avec la Constitution, conformément à l'article 86. En outre, la Cour constitutionnelle peut également statuer sur des affaires liées à des questions constitutionnelles qui n'ont pas été soulevées dans le cadre d'un litige devant la Cour, comme indiqué ci-dessous.
De même, la Cour constitutionnelle est exclusivement chargée de résoudre les litiges entre les gouvernements des États membres fédéraux, ou entre le gouvernement fédéral et tout gouvernement d'un État membre fédéral. Elle peut également statuer sur les litiges entre les organes du gouvernement fédéral concernant leurs fonctions et pouvoirs respectifs. En outre, elle peut entendre et régler les affaires relatives aux procès de destitution du président, conformément à l'article 92.
La date d'entrée en vigueur d'un verdict d'annulation de la législation est, à son tour, choisie par la Cour constitutionnelle. En ce qui concerne la législation considérée comme inconstitutionnelle, la Cour peut décider qu'elle est nulle à partir de la date du jugement ou de la promulgation, ou autoriser une action appropriée dans l'attente de l'invalidité à partir d'une date future spécifiée. Ce faisant, elle prend également en considération l'effet que le moment de l'invalidation pourrait avoir sur les parties prenantes et les autres parties concernées. Dans les affaires pénales, une législation jugée ultérieurement inconstitutionnelle par la Cour constitutionnelle peut être déclarée invalide à compter de sa promulgation si elle profite à un individu qui a été condamné en vertu de cette législation.

## Liste des juges en chef
Voici ci-dessous une liste des juges en chef récents  :
- Baashe Yuusuf Axmed 27 mai 2018 –
- Ibrahim Iidle Saleebaan 04 mai 2016 – 27 mai 2018
- Caydiid C/laahi Ilka-Xanaf 04 février 2011 – 05 avril 2016